# Mereani Naioba
Mereani Naioba es una deportista fiyiana que compitió en judo. Ganó una medalla de plata en el Campeonato de Oceanía de Judo de 2003, en la categoría de –48 kg.

## Palmarés internacional
| Campeonato de Oceanía | Campeonato de Oceanía | Campeonato de Oceanía | Campeonato de Oceanía |
| Año                   | Lugar                 | Medalla               | Categoría             |
| --------------------- | --------------------- | --------------------- | --------------------- |
| 2003                  | Suva (Fiyi)           | Medalla de plata      | –48 kg                |